# De Bente
De Bente is een korenmolen in het Drentse Dalen (gemeente Coevorden).
De molen werd in 1814 gebouwd als opvolger van een afgebrande molen. Tot 1944 bleef de molen in bedrijf, daarna raakte hij in verval. De toenmalige gemeente Dalen (thans Coevorden) kocht de molen aan en in 1976 werd de inmiddels onttakelde molen weer van een kap met wiekenkruis en een stelling voorzien. Ook werd de molen weer van een maalwerk voorzien, dat afkomstig was uit een molen in het Duitse Grossheide. Pas in 1994 werd de molen weer maalvaardig. Sindsdien werd met de molen drie dagen in de week door een ambachtelijke molenaar meel gemalen op windkracht. December 2018 stopte deze molenaar met zijn bedrijf en werkzaamheden.
Tegenwoordig is de molen in eigendom van Het Drentse Landschap en wordt de molen draaiende gehouden door vrijwilligers.
Aan de andere kant van Dalen staat de museummolen Jan Pol.

## Technische details
De roeden, met een lengte van 22 meter, zijn voorzien van het Oudhollands wieksysteem met zeilen. De molen is voorzien van twee koppels maalstenen en tevens twee builen voor het verder verwerken van de graan- en meelproducten. De molen is voorzien van een neutenkruiwerk en wordt door middel van een groot kruiwiel (een van de grootste in Drenthe) op de wind gezet.

### Trivia
- De straat waaraan de molen ligt heet eveneens De Bente.
- Bente is de Drentse benaming voor het pijpenstrootje.